# Dzicy mężowie
Dzicy mężowie – XV i XVI-wieczny motyw dekoracyjny, przedstawiający dwóch nagich i owłosionych mężczyzn, z wieńcami laurowymi na głowach, oraz wokół bioder, często uzbrojeni w maczugi, trzymający pomiędzy sobą tarczę herbową. W Szwajcarii i południowych Niemczech częsty motyw dekoracyjny gospód, fasad domostw, lub zwieńczenia bram.